# Denhamia
Denhamia ist eine Pflanzengattung aus der Familie der Spindelbaumgewächse (Celastraceae).

## Beschreibung

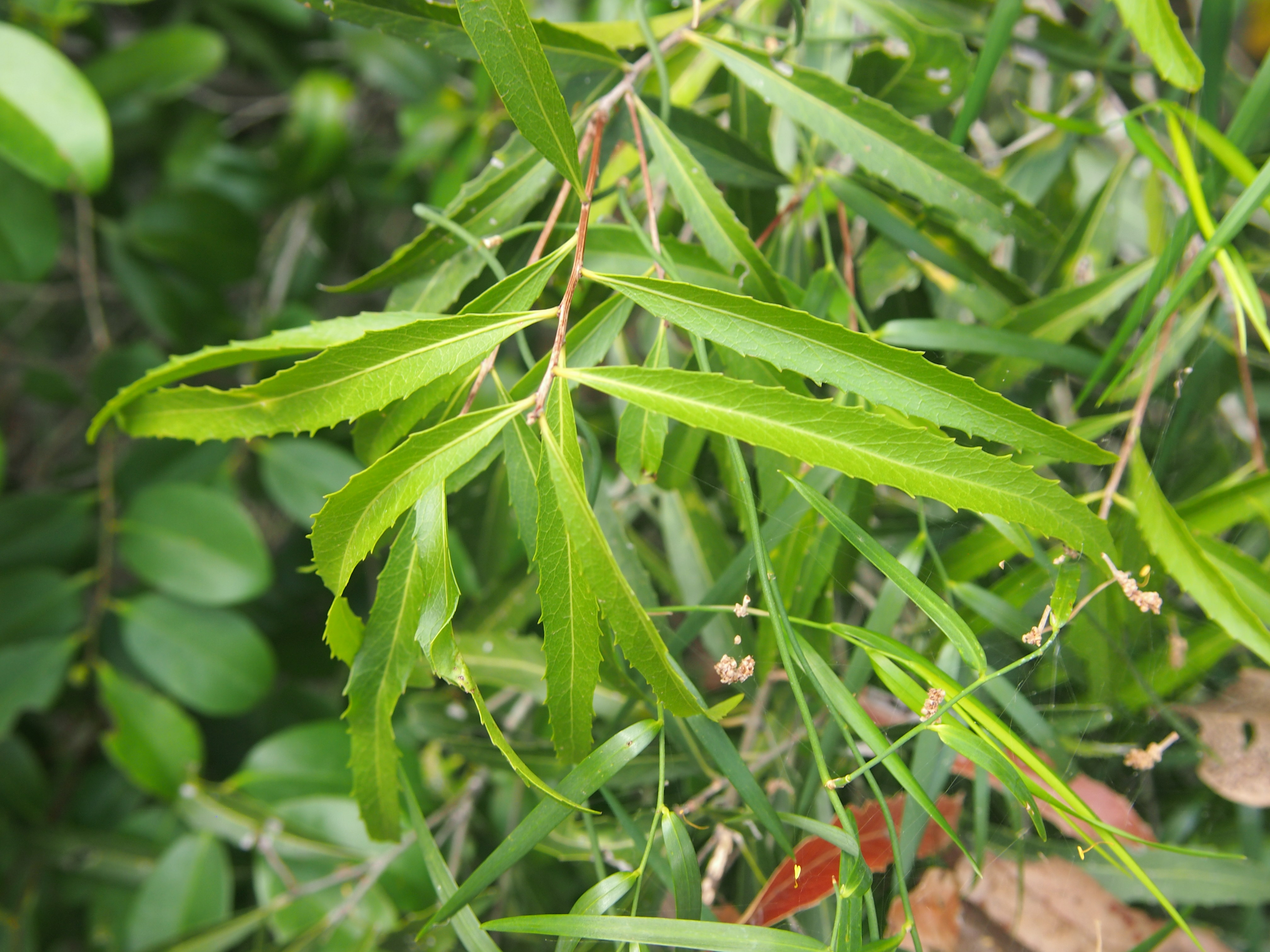
Denhamia celastroides

### Vegetative Merkmale
Denhamia sind kahle Bäume oder Sträucher. Die Blätter stehen wechselständig und sind ganzrandig oder gezähnt.

### Generative Merkmale
Der Blütenstand ist achselbürtig oder endständig und sympodial. Die Blüten sind zwittrig und fünfzählig. Der Diskus ist ringförmig, fleischig und fünflappig.
Die Staubbeutel öffnen sich längs zum Zentrum der Blüte hin, der Fruchtknoten ist zwei- bis fünffächrig, je Fach gibt es zwei bis zehn aufrechtstehende Samenanlagen.
Die eiförmige oder kugelförmige, knochige Kapselfrucht öffnet sich längs der Fächer und enthält einen bis mehrere Samen. Die Samen sind elliptisch oder eiförmig und eiweißreich, der Arillus umfasst den Samen nur am Ansatz.

## Vorkommen
Die Gattung  Denhamia kommt im östlichen und nördlichen Australien vor. Denhamia-Arten gedeihen von luftfeuchten Wäldern bis zu trockenen Dickichten.

## Systematik
Der Gattungsname Denhamia ehrt den britischen Kolonialoffizier und Reisenden Dixon Denham (1786–1828).
Die Gattung umfasst etwa sieben Arten:
- Denhamia celastroides (F.Muell.) Jessup: Sie kommt vom östlichen Queensland bis zum nordöstlichen New South Wales vor.[1]
- Denhamia moorei Jessup: Sie kommt im östlichen New South Wales vor.[1]
- Denhamia obscura (A.Rich.) Meisn.: Sie kommt vom nördlichen Western Australia bis zum nordwestlichen Northern Territory vor.[1]
- Denhamia oleaster (Lindl.) F.Muell.: Sie kommt in Queensland vor.[1]
- Denhamia parvifolia Sm.: Sie kommt im südöstlichen Queensland vor.[1]
- Denhamia pittosporoides F.Muell.: Sie kommt im östlichen New South Wales und in Queensland vor.[1]
- Denhamia viridissima F.M.Bailey & F.Muell.: Sie kommt im nordöstlichen Queensland vor.[1]

## Nachweise
- M.P. Simmons: Celastraceae. In: Klaus Kubitzki (Hrsg.): The Families and Genera of Vascular Plants - Volume VI - Flowering Plants - Dicotyledons - Celastrales, Oxalidales, Rosales, Cornales, Ericales. 2004, S. 29–64.